# ماتیلدا کریم
ماتیلدا کریم (عبری: מתילדה קרים‎؛ ۹ ژوئیهٔ ۱۹۲۶ – ۱۵ ژانویه ۲۰۱۸) یک نسل‌شناس، و پزشک اهل اسرائیل بود.
از فیلم‌ها یا برنامه‌های تلویزیونی که وی در آن نقش داشت، می‌توان به چگونه از یک طاعون جان به در ببریم اشاره کرد.
وی همچنین برندهٔ جوایزی همچون نشان افتخار آزادی رئیس‌جمهوری شده بود.